# Go West (banda)
Go West é uma banda de pop inglesa, formada em 1982, pelo vocalista / baterista Peter Cox (nascido em 17 de novembro de 1955, em Kingston, Inglaterra) e o guitarrista e vocalista Richard Drummie (nascido em 20 de março de 1959, em Twickenham, Inglaterra).Apesar da banda ser de origem inglesa, o seu maior sucesso se deu nos Estados Unidos pelos hits "King of Wishful Thinking" e "Fiel".
Em 16 de outubro de 2009 Peter Cox foi anunciado como o novo vocalista da banda Manfred Mann's Earth Band.

## Discografia

### Álbuns
| Ano  | Álbum                                | UK | U.S. | Gravadora         |
| ---- | ------------------------------------ | -- | ---- | ----------------- |
| 1985 | Go West                              | 8  | 60   | Chrysalis Records |
| 1985 | Bangs and Crashes                    | -  | -    | Chrysalis Records |
| 1987 | Dancing on the Couch                 | 19 | 172  | Chrysalis Records |
| 1992 | Indian Summer                        | 13 | 154  | Chrysalis Records |
| 1993 | Aces and Kings - The Best of Go West | 5  | -    | Chrysalis Records |
| 2001 | Live at the NEC                      | -  | -    | Blueprint Records |
| 2004 | Tony Hadley vs. Peter Cox & Go West  | -  | -    | Blueprint Records |
| 2008 | futurenow                            | -  | -    | Blueprint Records |

### Singles
| Ano  | Título                         | UK | NZ | U.S. | U.S. dance | Álbum                                   |
| ---- | ------------------------------ | -- | -- | ---- | ---------- | --------------------------------------- |
| 1985 | "We Close Our Eyes"            | 5  | 1  | 41   | 5          | Go West                                 |
| 1985 | "Call Me"                      | 12 | 2  | 54   | 25         | Go West                                 |
| 1985 | "Goodbye Girl"                 | 25 | 15 | -    | -          | Go West                                 |
| 1985 | "Eye to Eye"                   | -  | -  | 73   | 32         | Go West                                 |
| 1985 | "Don't Look Down"              | 13 | 10 | -    | -          | Go West                                 |
| 1986 | "True Colours"                 | 48 | -  | -    | -          | Dancing on the Couch                    |
| 1987 | "I Want to Hear It from You"   | 43 | -  | -    | -          | Dancing on the Couch                    |
| 1987 | "Don't Look Down - The Sequel" | -  | -  | 39   | -          | Dancing on the Couch                    |
| 1987 | "From Baltimore To Paris"      | -  | -  | -    | -          | Dancing on the Couch                    |
| 1987 | "The King Is Dead"             | 67 | -  | -    | -          | Dancing on the Couch                    |
| 1990 | "King of Wishful Thinking"     | 18 | 4  | 8    | -          | Pretty Woman Soundtrack / Indian Summer |
| 1992 | "Faithful"                     | 13 | 12 | 14   | -          | Indian Summer                           |
| 1993 | "What You Won't Do for Love"   | 15 | -  | 55   | -          | Indian Summer                           |
| 1993 | "Still in Love"                | 43 | -  | -    | -          | Indian Summer                           |
| 1993 | "Tracks of My Tears"           | 16 | -  | -    | -          | Aces and Kings - The Best of Go West    |
| 1993 | "We Close Our Eyes" (remix)    | 40 | -  | -    | -          | Aces and Kings - The Best of Go West    |